# Might and Magic: Heroes VI
Might and Magic: Heroes VI est un épisode de la série de jeux de stratégie au tour par tour Heroes of Might and Magic sorti le 13 octobre 2011 sur PC. Le jeu est développé par le studio hongrois Black Hole Entertainment, qui remplace les russes de Nival Interactive. La trame de l'histoire se déroule 400 ans avant les évènements du cinquième opus.
Dans le jeu de base cinq factions sont jouables :les humains du Havre, les nécromanciens de la Nécropole, les démons de l'Inferno, les orcs du Bastion, le Sanctuaire une nouvelle faction basée sur les créatures mythologiques asiatiques.

## Synopsis
Tout commence à la suite de la mort de Slava, Duc du Griffon, poignardé par sa fille Anastasya alors contrôlée par une puissance inconnue. Cette dernière est exécutée par Anton, le fils héritier de Slava qui, guidé par de mystérieuses voix, entame une croisade inquisitrice à la recherche des sans-visages qu'il accuse d'être derrière l'assassinat de son père, et d'aller à l'encontre du culte d'Elrath, Dragon de la Lumière.
L'inquiétude frappe alors la nécromancienne Svetlana, tante de Slava, qui va alors tirer Anastasya de la mort. Faisant désormais partie des non-mort, la fille de Slava, qui n'a plus aucun souvenir de ce qui s'est passé avant sa « résurrection » va partir en quête de réponses.

## Accueil
| Might and Magic: Heroes VI |      |       |
| Média                      | Pays | Notes |
| GameSpot                   | US   | 8/10  |
| Jeuxvideo.com              | FR   | 16/20 |

## Référence
1. ↑  « Test de Might and Magic: Heroes 6 », sur IGN, 25 octobre 2011
2. ↑  « Test du jeu Might & Magic Heroes VI sur PC », sur Jeuxvideo.com (consulté le 29 juin 2020)
3. ↑  
(en) Chris Watters, «  Might & Magic Heroes VI Review  », sur GameSpot, 30 novembre 2011.
4. ↑  
Pixel Pirate, « Test:  Might and Magic: Heroes VI », sur Jeuxvideo.com, 13 octobre 2011.